# Primoplan

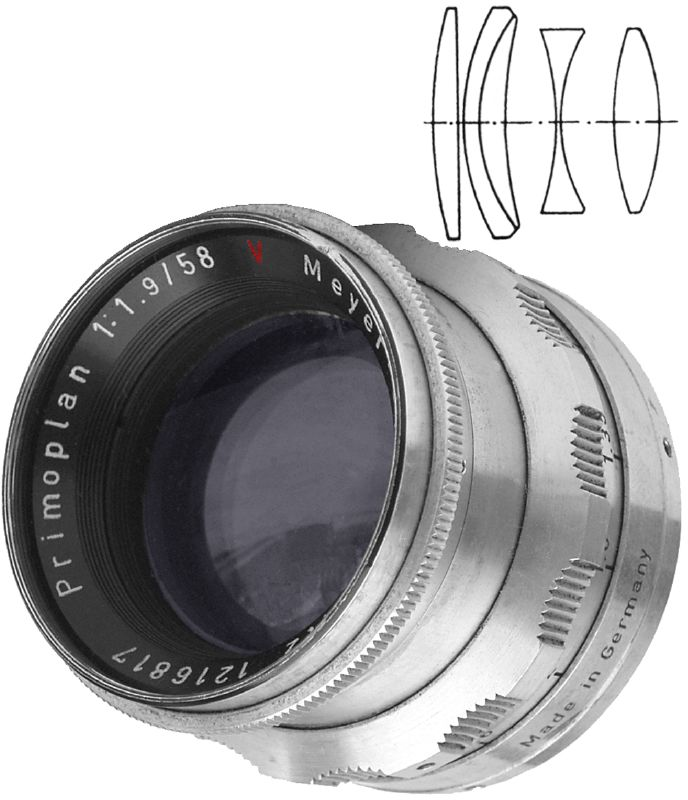
Primoplan 1:1.9/58mm mit Linsenschnitt

Das Primoplan ist ein ab 1938 vertriebenes, lichtstarkes Wechselobjektiv von Meyer-Optik, Görlitz. Es ist vom Ernostar-Objektiv abgeleitet und hat fünf Linsen in vier Gruppen. Das Objektiv wurde in größeren Stückzahlen als Normalobjektiv 1:1.9/58mm gefertigt und stand dabei stets in Konkurrenz zum ähnlich lichtstarken Zeiss Biotar 1:2.0/58mm. Das Primoplan war deutlich günstiger, konnte aber in den Abbildungsleistungen nicht mit dem optisch aufwändiger konstruierten Produkt von Zeiss mithalten. Neben den hauptsächlich gefertigten Objektiven mit 58mm Brennweite, gab es vom Primoplan wie auch vom Biotar jeweils eine Version mit 75 mm Brennweite, wobei das Meyer mit 1:1.9 etwas lichtschwächer als das Zeiss-Pendant mit 1:1.5 ist.
Sowohl beim Ernostar wie beim Primoplan handelt es sich um Erweiterungen eines Cooke-Triplets: Um eine zentrale Zerstreuungslinse herum sind zwei Linsengruppen gestellt, die je als Sammellinse wirken. Die hintere Gruppe besteht aus einer einzelnen bi-konvexen Sammellinse. Die vordere Gruppe besteht aus insgesamt drei Linsen. Die erste Linse ist plankonvex. Es folgt eine aus zwei Linsen verkittete und Meniskus-förmige (durchgebogene) sammelnde Gruppe. Das ursprüngliche Ernostar-Objektiv hat an der Stelle eine einzelne Sammellinse.
Vorkriegsmodelle waren aus verchromtem Messing, Nachkriegsmodelle aus Aluminium.
Nachkriegsobjektive waren verfügbar mit Anschlüssen für die Praktica (M42) und die Ihagee Exakta/Exa. Vorkriegsmodelle für die Mittelformatkameras Exakta 6x6 und Reflex-Korelle hatten 100 mm Brennweite. Das Primoplan 1:1,9/58 war das lichtstärkste Standardobjektiv der Exakta; mit ihm wurde die Kine Exakta als „Nacht Exakta“ angeboten. Die 75-mm-Version wurde gern für Bühnen-, Sport- und Porträtaufnahmen eingesetzt.
Für Arri-35-mm-Filmkameras stellte Meyer ein Primoplan 1:1,9/30 mm her.